# Linau
Linau település Németországban, Schleswig-Holstein tartományban. Lakosainak száma 1202 fő (2023. december 31.). Linau Trittau, Schönberg (Lauenburg) és Wentorf (Amt Sandesneben) községekkel határos.

## Népesség
A település népességének változása:
| Lakosok száma | 757  | 1188 | 1244 | 1252 | 1219 | 1199 | 1202 |
|               | 1975 | 2014 | 2017 | 2019 | 2021 | 2022 | 2023 |